# Wouterus Verschuur
Wouterus Verschuur (Amsterdam, 11 de juny de 1812 – Vorden, 4 de juliol de 1874), fou un pintor neerlandès de temes animals —principalment cavalls— i de paisatges. És un dels darrers representants del Romanticisme en l'art holandès.

## Biografia i obra
Nascut fill d'un joier d'Amsterdam, Verschuur rebé ensenyaments dels pintors paisatgistes i d'animals Pieter Gerardus van Os i Cornelis Steffelaar. Com a part d'aquesta educació Verschuur havia de copiar obres del pintor del segle xvii Philips Wouwerman, i com ell, els temes de Verschuur consten principalment d'escenes en estables, paisatges amb cavalls i paisatges costaners.
Mostrant talent des de ben jove, als 15 anys Verschuur tenia una pintura exhibida a la "Exposició de Mestres Vius" a Amsterdam el 1828. El 1832 i el 1833 guanyà la medalla d'or a l'exposició anual a Felix Meritis. El 1833 se'l nomenava un membre de l'Acadèmia Reial a Amsterdam. El 1839 es feia membre de la societat dels artistes, Arti et Amicitiae. La seva reputació era també considerable a l'estranger. Se'l presentava sovint en les exposicions anuals que viatjaven a les ciutats europees grans en aquell temps. El 1855 Napoleó III adquirí una de les seves pintures a l'Exposició Universal a París.
La popularitat de les seves pintures li facilità recursos econòmics suficients per viatjar arreu i sovint. Feia viatges freqüents a Gelderland i Brabant i a l'estranger a Suïssa i a Alemanya. El 1874, en un dels seus viatges a Gelderland, morí el 4 de juliol a la ciutat de Vorden. Va deixar darrere seu una obra d'aproximadament quatre-centes pintures i dos mil dibuixos. Entre els seus alumnes hi havia el seu fill, Wouterus Verschuur Jr. i Anton Mauve.

## Galeria d'imatges

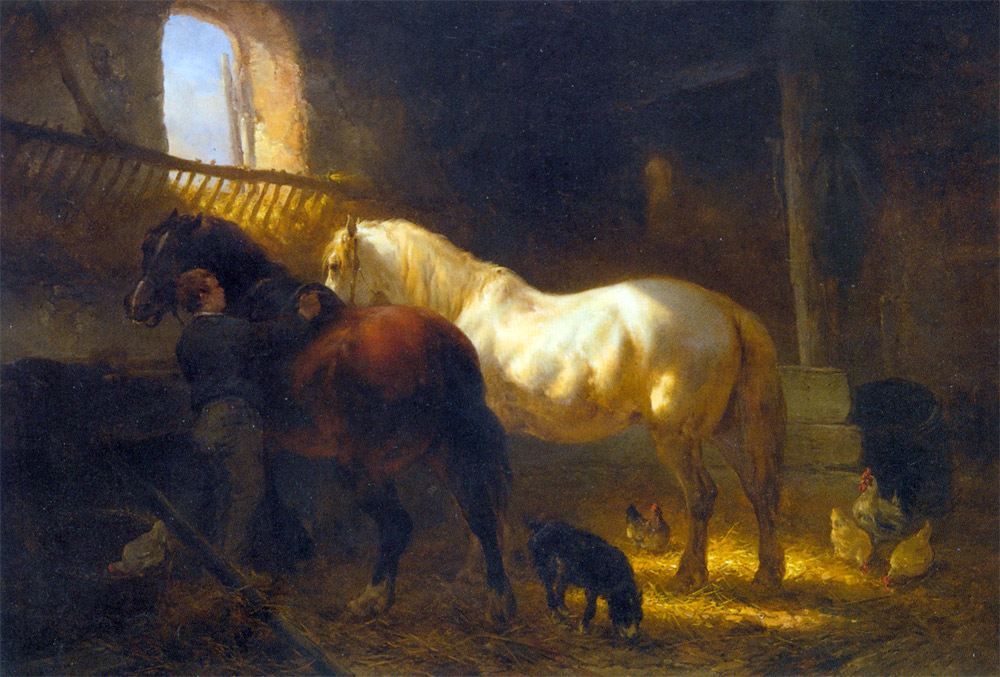
Cavalls en una quadra
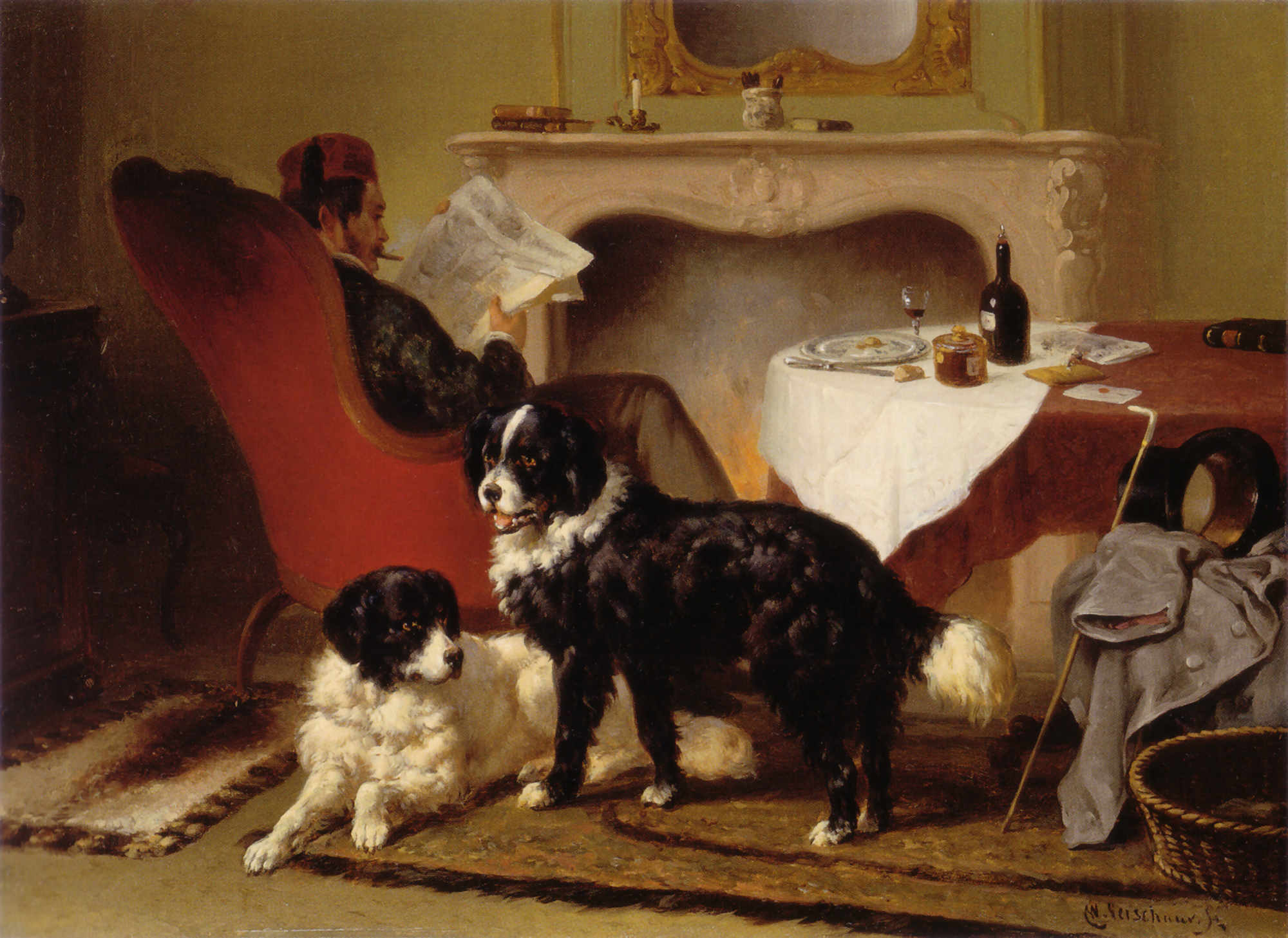
Home llegint i dos gossos
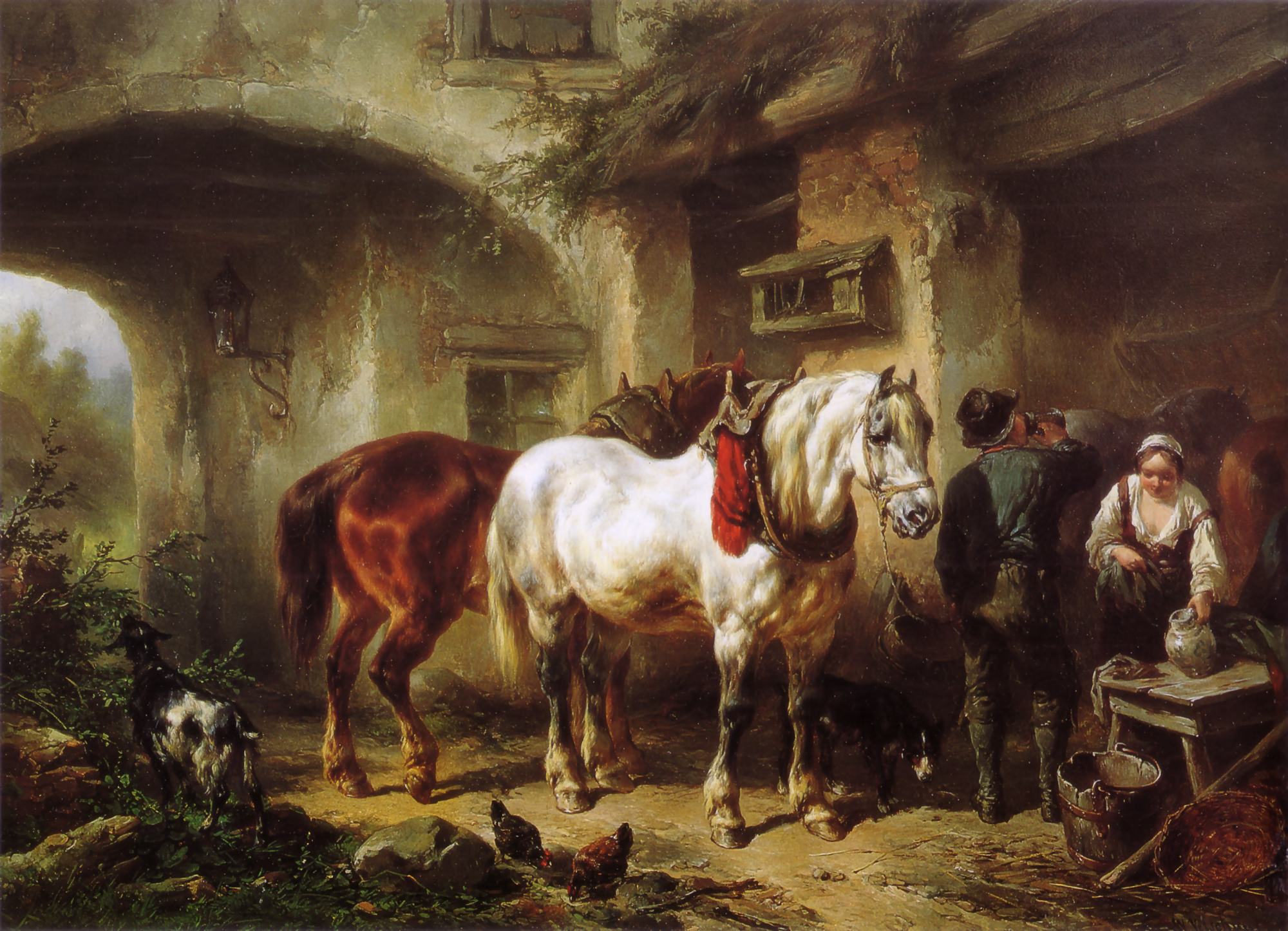
Cavalls i gent en un pati
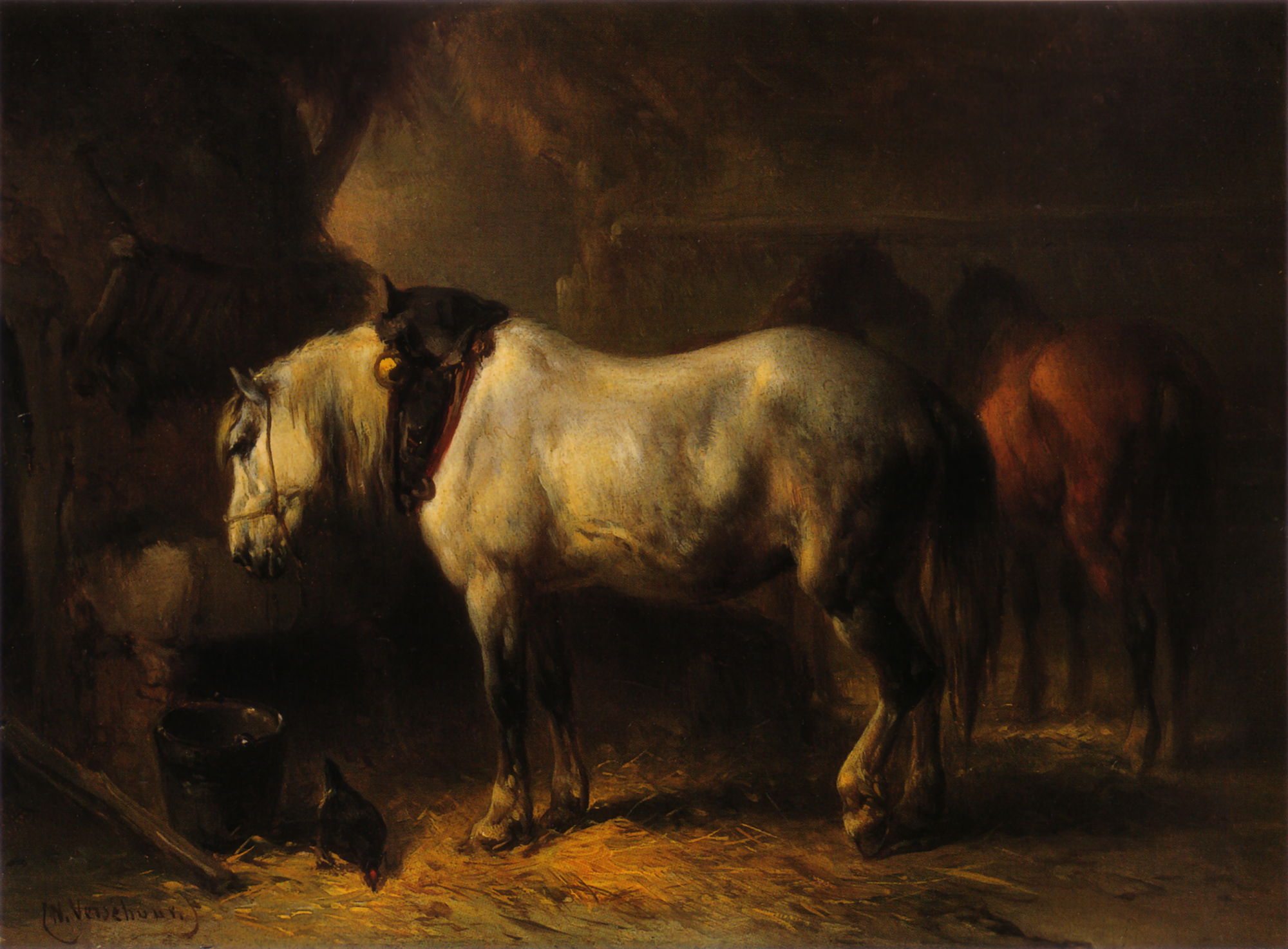
A les quadres
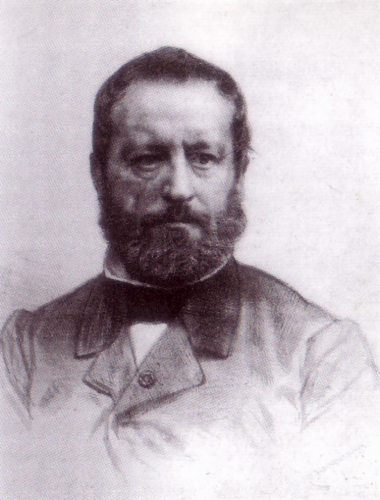
Retrat de Wouterus Verschuur